# Palais Comitini
Le palais Comitini, de son nom complet Palazzo Gravina di Comitini, est un palais baroque de Palerme. Il est situé dans la rue centrale Via Maqueda et est le siège officiel de la ville métropolitaine de Palerme (l'ancienne province de Palerme). 

## Histoire
Le palais a été construit entre 1766 et 1781 par le testament de Michele Gravina Cruillas, prince de Comitini. La conception du palais a été réalisée par l'architecte Nicolò Palma. Le Palais Comitini est décoré de nombreuses œuvres d'art. La Sala Martorana, décorée de fresques du peintre Gioacchino Martorana, est particulièrement suggestive. 

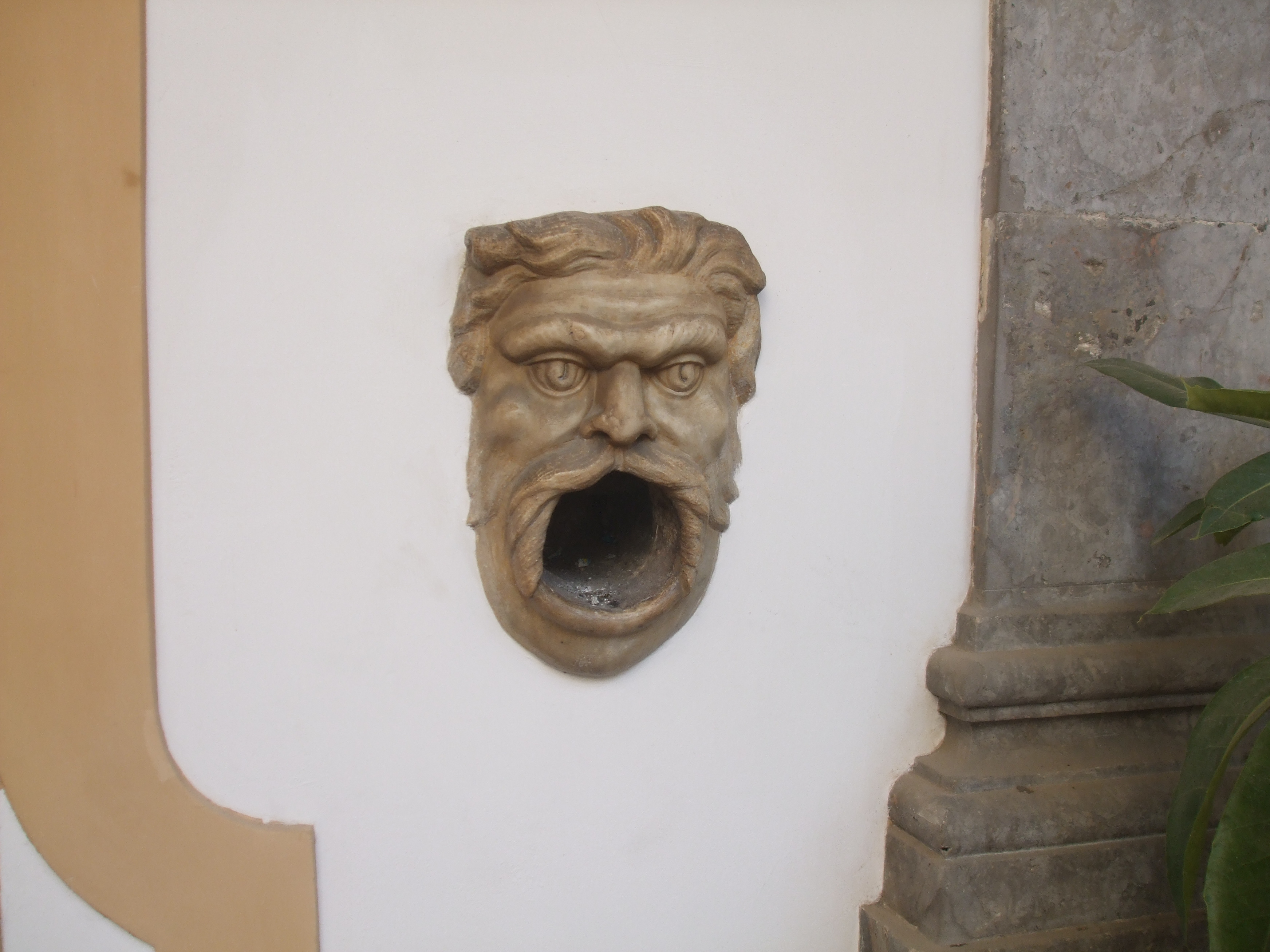
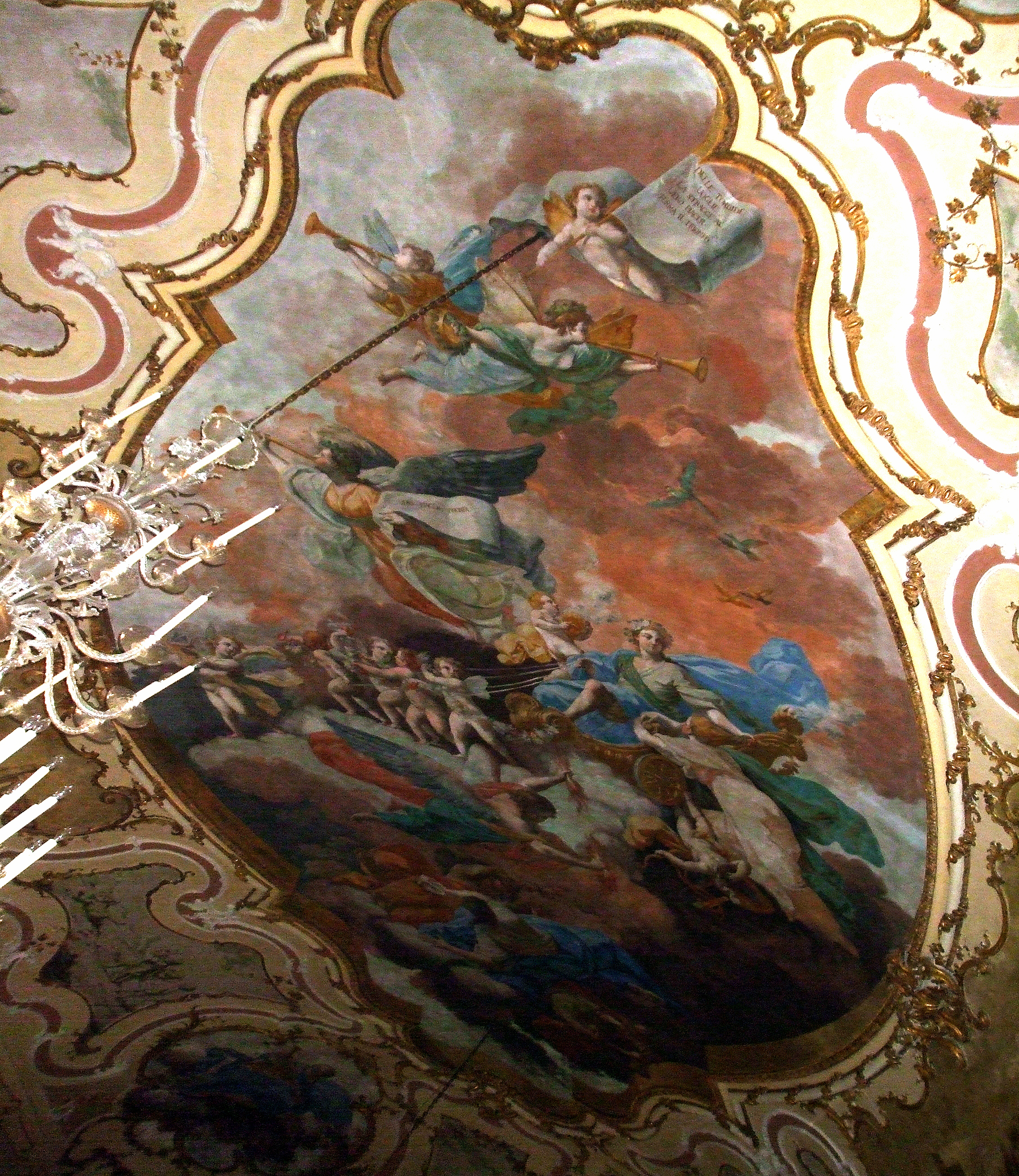
Salle Martorana
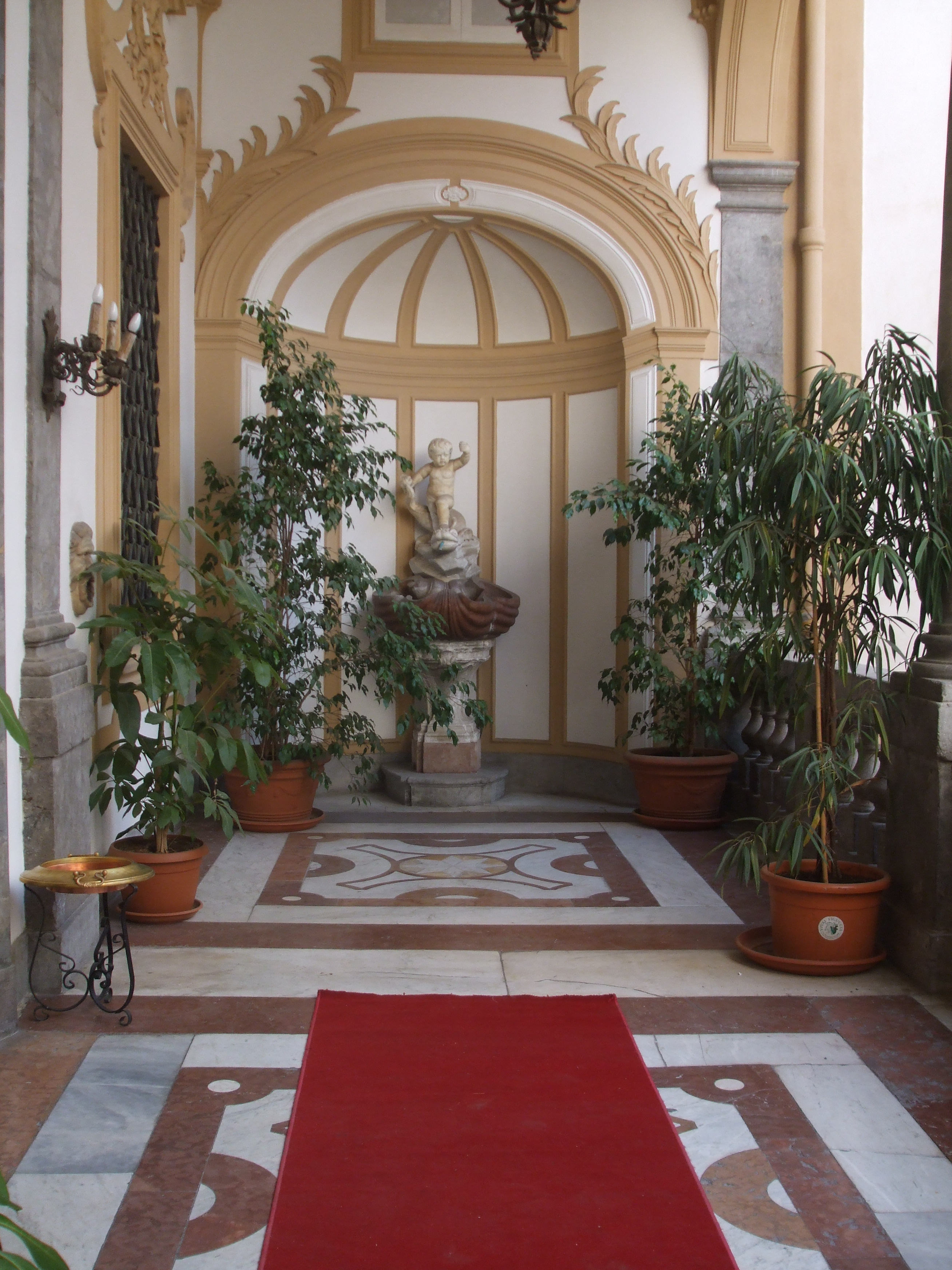
Vestibule de l'étage noble
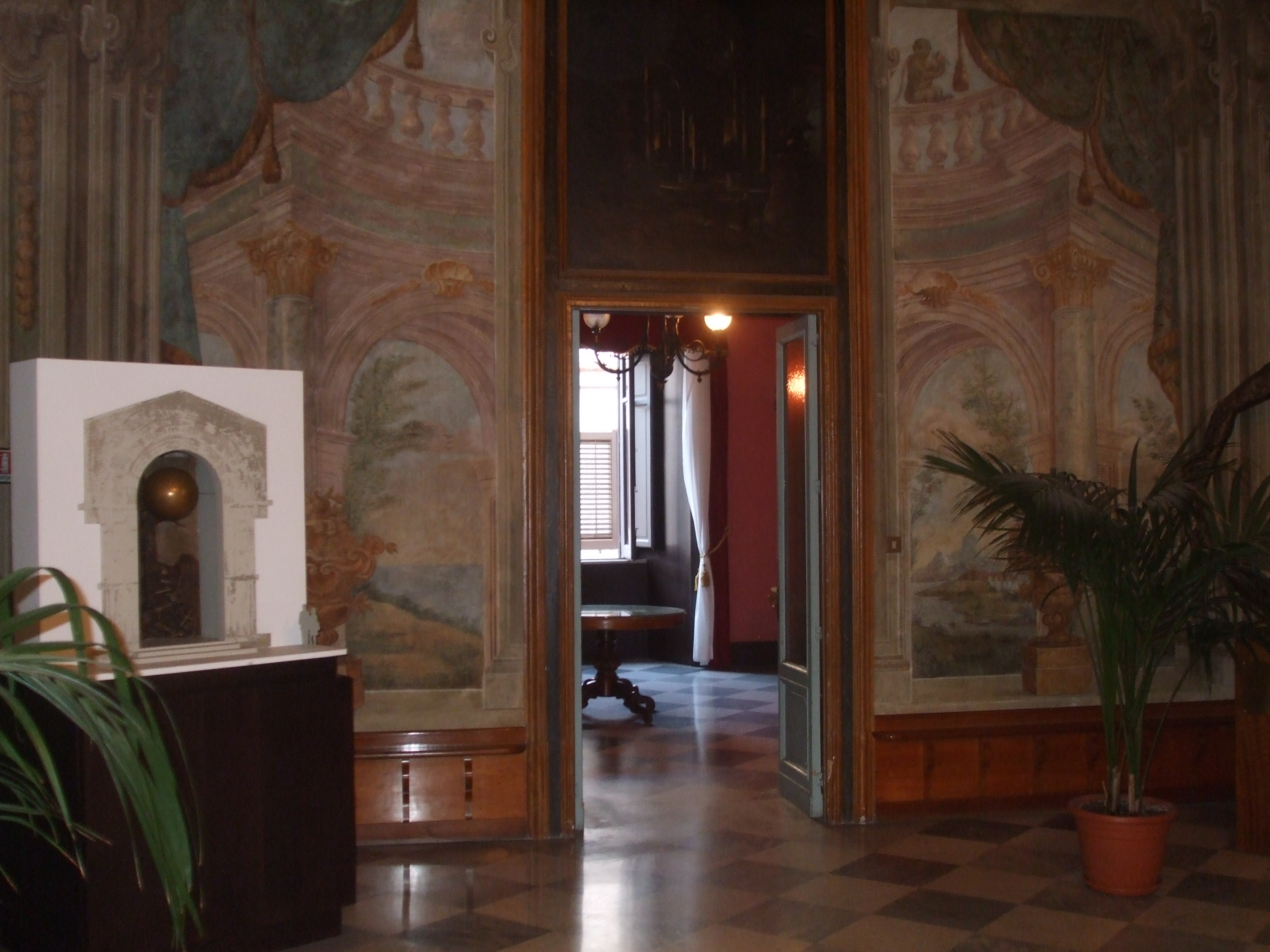
Salle des Armes
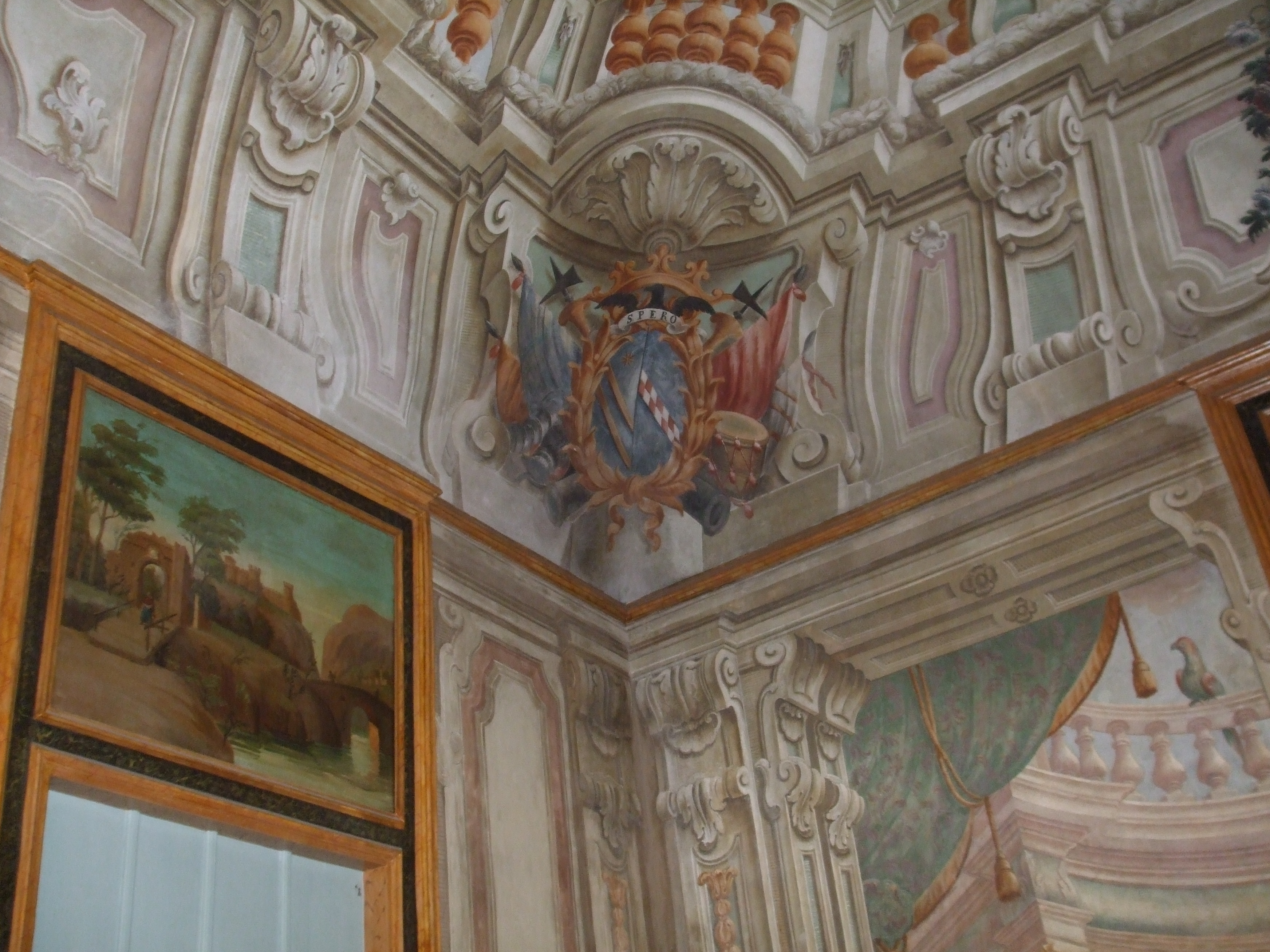
Fresques